# Revolta Boêmia (1618–1620)
A Revolta Boêmia (em alemão: Böhmischer Aufstand; em tcheco/checo: České stavovské povstání; 1618–1620) foi uma insurreição dos estados boêmios contra o domínio da dinastia Habsburgo que deu início à Guerra dos Trinta Anos. Foi causada tanto por disputas religiosas quanto de poder. Os estados eram quase inteiramente protestantes, em sua maioria utraquistas Hussitas, mas havia também uma substancial população alemã que adotava o Luteranismo. A disputa culminou, após várias batalhas, na decisiva Batalha da Montanha Branca, onde os estados sofreram uma derrota decisiva. Isso iniciou a recatolização das Terras Tchecas, mas também expandiu o escopo da Guerra dos Trinta Anos ao atrair a Dinamarca e a Suécia para o conflito. O conflito se espalhou para o resto da Europa e devastou vastas áreas da Europa Central, incluindo as terras tchecas, que foram particularmente atingidas por suas atrocidades violentas.

## Rebelião
Sem herdeiros, o Imperador Matias buscou garantir uma transição ordenada durante sua vida, fazendo com que seu herdeiro dinástico (o fervorosamente católico Arquiduque Fernando da Estíria, posteriormente Fernando II, Sacro Imperador Romano-Germânico) fosse eleito para os tronos separados do Reino da Boêmia e do Reino da Hungria. Alguns dos líderes protestantes da Boêmia temiam perder os direitos religiosos concedidos pelo Imperador Rodolfo II em sua Carta de Majestade (1609). Eles preferiam o protestante Frederico V, Eleitor Palatino (sucessor de Frederico IV, o criador da União Protestante). No entanto, outros protestantes apoiavam a posição adotada pelos católicos e, em 1617, Fernando foi devidamente eleito pelos Estados Boêmios para se tornar o príncipe herdeiro e, automaticamente após a morte de Matias, o próximo Rei da Boêmia.
O rei-eleito enviou então dois conselheiros católicos (Vilem Slavata de Chlum e Jaroslav Bořita de Martinice) como seus representantes ao Castelo de Praga em maio de 1618. Fernando queria que eles administrassem o governo em sua ausência. Em 23 de maio, uma assembleia de protestantes os capturou e os jogou (junto com o secretário Filip Fabricius) pela janela do palácio, que estava a cerca de 17 metros (56 pé) do chão. Notavelmente, embora feridos, eles sobreviveram. Este evento, conhecido como a Terceira Defenestração de Praga, deu início à Revolta Boêmia. Logo depois, o conflito boêmio se espalhou por todas as Terras da Coroa Boêmia, incluindo Boêmia, Silésia, Alta e Baixa Lusácia, e Morávia. A Morávia já estava envolvida em um conflito entre católicos e protestantes. O conflito religioso acabou se espalhando por todo o continente europeu, envolvendo França, Suécia e vários outros países.
Se a rebelião boêmia tivesse permanecido um conflito local, a guerra poderia ter terminado em menos de trinta meses. No entanto, a morte do Imperador Matias encorajou os líderes protestantes rebeldes, que estavam à beira de um acordo. As fraquezas tanto de Fernando (agora oficialmente no trono boêmio após a morte do Imperador Matias) quanto dos próprios boêmios levaram à propagação da guerra para a Alemanha ocidental. Fernando foi obrigado a pedir assistência ao seu primo, o Rei Filipe III de Espanha. A Coroa Espanhola tinha interesse em manter a Monarquia de Habsburgo como uma aliada estável; uma rota de suprimentos crítica, o "Caminho Espanhol", estendia-se do Mediterrâneo até Bruxelas. Para esse fim, investiram uma enorme quantia de tesouro na contratação de companhias livres e mercenários.
Os boêmios, desesperados por aliados contra o Rei Fernando, solicitaram admissão na União Protestante, que era liderada por seu candidato original ao trono boêmio, o calvinista Frederico V, Eleitor Palatino. Os boêmios insinuaram que Frederico se tornaria Rei da Boêmia se permitisse que eles se juntassem à União e viessem sob sua proteção. No entanto, ofertas semelhantes foram feitas por outros membros dos Estados Boêmios ao Duque de Saboia, ao Eleitor da Saxônia e ao Príncipe da Transilvânia. Os austríacos, que pareciam ter interceptado todas as cartas que saíam de Praga, tornaram essas duplicidades públicas. Isso desfez grande parte do apoio aos boêmios, particularmente na corte da Saxônia. Como resultado, Fernando não teve dificuldade em garantir sua eleição como Sacro Imperador Romano-Germânico na eleição imperial de 1619, o que fortaleceu muito sua posição.
Até mesmo Jaime I da Inglaterra recusou-se a apoiar Frederico, apesar de sua esposa ser filha de Jaime. No geral, a Inglaterra foi criticada por sua inação na Guerra dos Trinta Anos. Apesar dessas questões em torno de seu apoio, a rebelião inicialmente favoreceu os boêmios. A eles juntaram-se na revolta grande parte da Alta Áustria, cuja nobreza era então principalmente luterana e calvinista. A Baixa Áustria revoltou-se logo depois e, em 1619, o Conde Jindřich Matyáš Thurn liderou um exército até os muros da própria Viena.

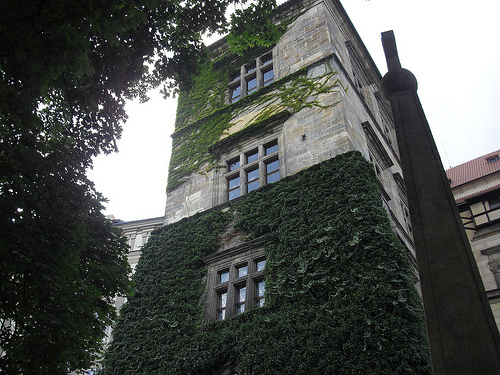
A janela (segundo andar) onde ocorreu a Segunda Defenestração. Note o monumento à direita da torre do castelo.

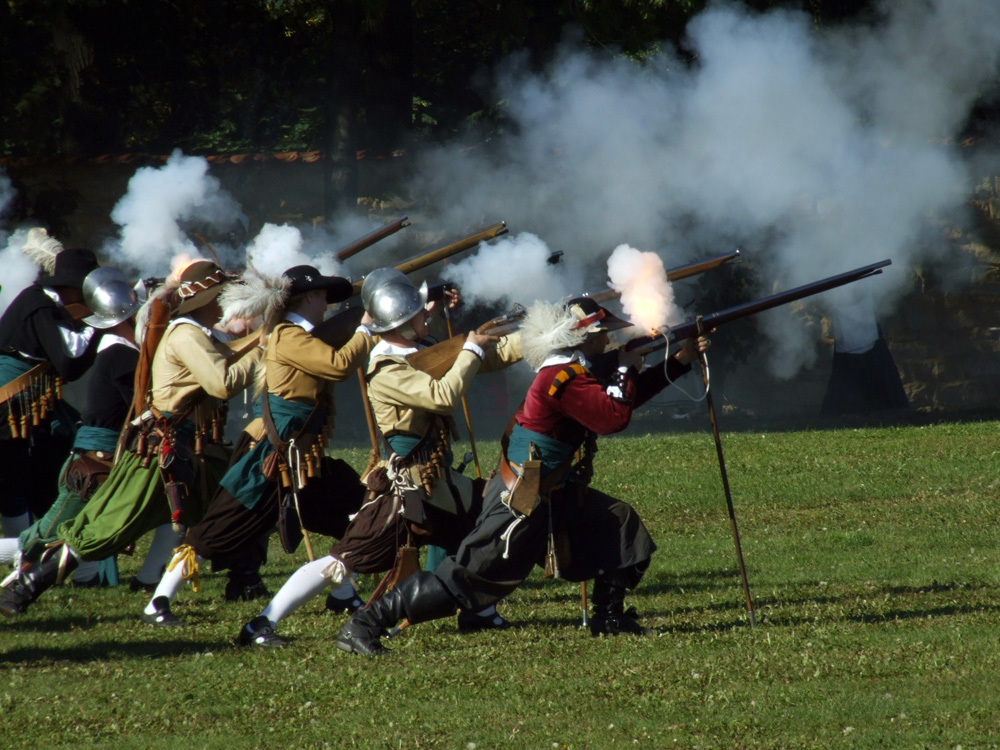
Recriação histórica da Batalha da Montanha Branca.

## Derrota da revolta

Pintura contemporânea mostrando a Batalha da Montanha Branca (1620), onde as forças pró-Habsburgo sob o comando de Johann Tserclaes, Conde de Tilly obtiveram uma vitória decisiva.

A Espanha enviou um exército de Bruxelas sob o comando de Ambrogio Spinola para apoiar o Rei Fernando, oficialmente em seu papel de príncipes imperiais que governavam os Países Baixos Espanhóis. Além disso, o embaixador espanhol em Viena, Don Íñigo Vélez de Oñate, persuadiu a protestante Saxônia a intervir contra a Boêmia em troca do controle sobre a Lusácia; além disso, investiriam quase dois milhões de ducados no abastecimento e pagamento tanto do exército quanto de seus contingentes de companhias livres. Os saxões invadiram, e o exército espanhol no oeste impediu que as forças da União Protestante prestassem assistência. Oñate conspirou para transferir o título eleitoral do Palatinado para o duque da Baviera em troca de seu apoio e do apoio da Liga Católica.
O exército da Liga Católica sob o comando de Johan Tzerclaes, Conde de Tilly (que incluía René Descartes em suas fileiras como observador) pacificou a Alta Áustria, enquanto as forças imperiais sob o comando do Conde de Bucquoy pacificaram a Baixa Áustria. Os dois exércitos se uniram e avançaram para o norte em direção à Boêmia. Fernando II derrotou decisivamente Frederico V na Batalha da Montanha Branca, perto de Praga, em 8 de novembro de 1620. Além de se tornar quase inteiramente católica, a Boêmia permaneceria nas mãos dos Habsburgos por quase trezentos anos.
Esta derrota levou à dissolução da União Protestante e à perda dos domínios de Frederico V. Frederico foi colocado sob banimento Imperial e proscrito do Sacro Império Romano-Germânico. Seus territórios, o Palatinado Renano, foram dados aos nobres católicos. Seu título de eleitor do Palatinado foi dado ao seu primo distante, o Duque Maximiliano da Baviera. Frederico, agora sem terras, tornou-se um exilado proeminente no exterior e tentou obter apoio para sua causa na Suécia, nos Países Baixos e na Dinamarca.

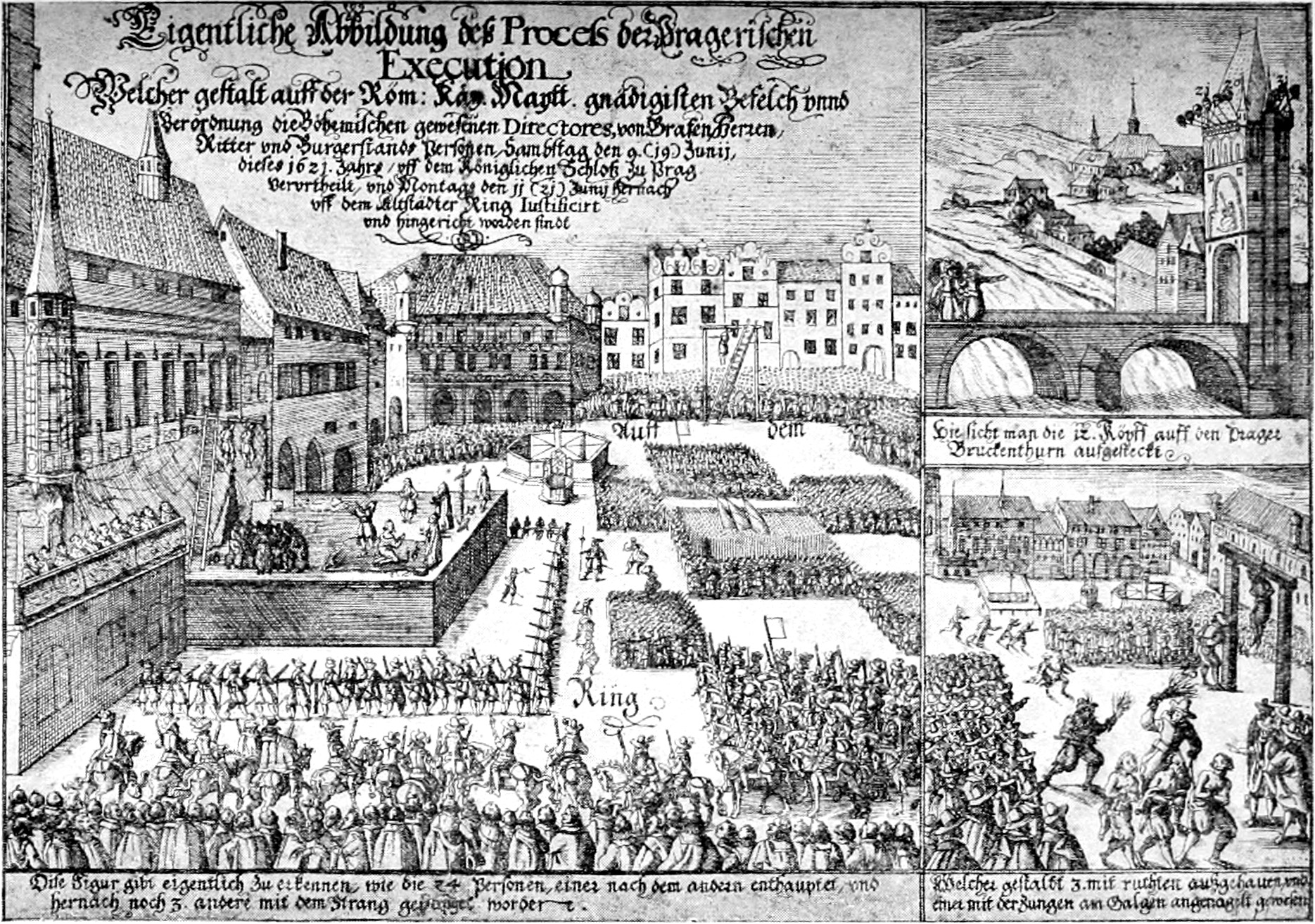
Execução na Praça da Cidade Velha de 27 líderes rebeldes boêmios em 21 de junho de 1621

Este foi um golpe sério para as ambições protestantes na região. Com o colapso da rebelião, o confisco generalizado de propriedades e a supressão da nobreza boêmia garantiram que o país retornaria ao lado católico após mais de dois séculos de dissidência religiosa Hussita e outras. Em 1624, o Imperador Fernando II emitiu uma patente que permitia apenas a religião católica na Boêmia. Os Habsburgos introduziram uma Contrarreforma e converteram à força todos os boêmios, até mesmo os hussitas utraquistas, de volta à Igreja Católica. Na década de 1620, a nobreza protestante, burgueses e clérigos na Boêmia e na Áustria foram expulsos das terras dos Habsburgos ou forçados a se converter ao catolicismo, e suas terras foram confiscadas, enquanto os camponeses foram forçados a adotar a religião de seus novos senhores católicos. A monarquia eletiva foi abolida em favor da sucessão hereditária e os privilégios concedidos pela Carta de Majestade foram revogados.
No entanto, enquanto a Boêmia foi efetivamente anexada pela coroa, outras regiões continuariam sua revolta por vários anos. Isso teria o efeito de trazer elementos da União Protestante, que havia sofrido um duro golpe em sua credibilidade devido à recusa em apoiar os revolucionários boêmios. Além disso, as mudanças no território significavam que potências previamente não alinhadas encontrariam um império ressurgente em suas próprias fronteiras, uma circunstância que reinos como a Dinamarca consideravam insustentável.